# Barbara Czwórnóg-Jadczak
Barbara Anna Czwórnóg-Jadczak (ur. 24 października 1947 w Piaskach Szlacheckich, zm. 16 stycznia 2015 w Lublinie) – polska literaturoznawczyni, doktor habilitowany.

## Życiorys
Od 1971 była pracownikiem naukowym Uniwersytetu Marii Curie-Skłodowskiej w Lublinie, w latach 2006–2015 dyrektorem Instytutu Filologii Polskiej tego uniwersytetu.
Została pochowana na cmentarzu przy ul. Lipowej w Lublinie. Nabożeństwo żałobne w kościele garnizonowym koncelebrował ks. mjr Andrzej Piersiak, proboszcz Parafii Cywilno-Wojskowej pw. Niepokalanego Poczęcia NMP w Lublinie, a pożegnanie zmarłej wygłosił duszpasterz akademicki UMCS ks. mgr Konrad Żyśko.
Była żoną Stanisława Jadczaka, lubelskiego dziennikarza, wydawcy i badacza dziejów Lubelszczyzny.

## Dorobek naukowy
Zajmowała się szczególnym okresem w literaturze polskiej między oświeceniem a romantyzmem, zwanym preromantyzmem, była autorką i redaktorem naukowym publikacji m.in. o zapominanych autorach przełomu XVIII/XIX wieku – Annie Mostowskiej i Franciszku Wężyku, a także o Wincentym Polu i Józefie Ignacym Kraszewskim, organizatorką wielu konferencji naukowych. Należała do grona założycieli Towarzystwa Badań nad Wiekiem XVIII. Odznaczona Złotym Krzyżem Zasługi (1999) oraz Medalem Komisji Edukacji Narodowej.

## Publikacje
- Klasyk aż do śmierci. Twórczość literacka Franciszka Wężyka. Wydawnictwo UMCS, Lublin 1994
- Franciszek Wężyk – poeta zapomniany, OWD „Express Press”, Lublin 1994
- Klasycy i romantycy. Spór i dialog. Wydawnictwo UMCS, Lublin 2012
- Obrazy kultury polskiej w twórczości Józefa Ignacego Kraszewskiego (red.nauk.), Wydawnictwo UMCS, Lublin 2004
- Rok 1809 w literaturze i sztuce (red.nauk.). Wydawnictwo UMCS, Lublin 2011
- Anna Mostowska – polska twórczyni powieści grozy, OWD „Express Press”, Lublin 2015